# Feiertage in Somalia
Für die Festlegung der Feiertage in Somalia und Somaliland werden zwei Kalendersysteme benutzt: hauptsächlich der Gregorianische Kalender, aber auch der Islamische Kalender für religiöse Feiertage.
| Datum                                   | Anlass | Lokaler Name                            |                                         |
| Feiertage nach Gregorianischem Kalender | Feiertage nach Gregorianischem Kalender                                                                                          | Feiertage nach Gregorianischem Kalender | Feiertage nach Gregorianischem Kalender |
| --------------------------------------- | --- | --------------------------------------- | --------------------------------------- |
| 1. Mai                                  | Tag der Arbeit |                                         |                                         |
| 18./19. Mai                             | in Somaliland: Wiederherstellung der Souveränität Somalilands (einseitige Unabhängigkeitserklärung Somalilands von Somalia 1991) |                                         |                                         |
| 26. Juni                                | Unabhängigkeitstag (Unabhängigkeit Britisch-Somalilands vom Vereinigten Königreich 1960)                                         |                                         |                                         |
| 1. Juli                                 | Unabhängigkeitstag (Unabhängigkeit Italienisch-Somalilands und Zusammenlegung mit Britisch-Somaliland zu Somalia 1960)           |                                         |                                         |
| Feiertage nach Islamischem Mondkalender | |                                         |                                         |
| 1. Muharram                             | Muslimisches Neujahrsfest |                                         |                                         |
| 12. Rabīʿ al-awwal                      | Mawlid an-Nabi (Geburtstag Mohammeds)                                                                                            |                                         |                                         |
| 10. Dschumada l-ula                     | Id al-Adha (Islamisches Opferfest)                                                                                               |                                         |                                         |
| 27. Radschab                            | Miʿradsch an-Nabi (Himmelfahrt Mohammeds)                                                                                        |                                         |                                         |
| 1. Schawwal                             | Id al-Fitr (Ende des Ramadan) |                                         |                                         |